# U-440 (tàu ngầm Đức)
U-440 là một tàu ngầm tấn công  Lớp Type VII thuộc phân lớp Type VIIC được Hải quân Đức Quốc Xã chế tạo trong Chiến tranh Thế giới thứ hai. Nhập biên chế năm 1942, nó đã thực hiện được năm chuyến tuần tra nhưng không đánh chìm được mục tiêu nào. Trong chuyến tuần tra cuối cùng, U-440 bị một thủy phi cơ Short Sunderland của Không quân Hoàng gia Anh thả mìn sâu đánh chìm trong Đại Tây Dương vào ngày 31 tháng 5, 1943. 

## Thiết kế và chế tạo

### Thiết kế

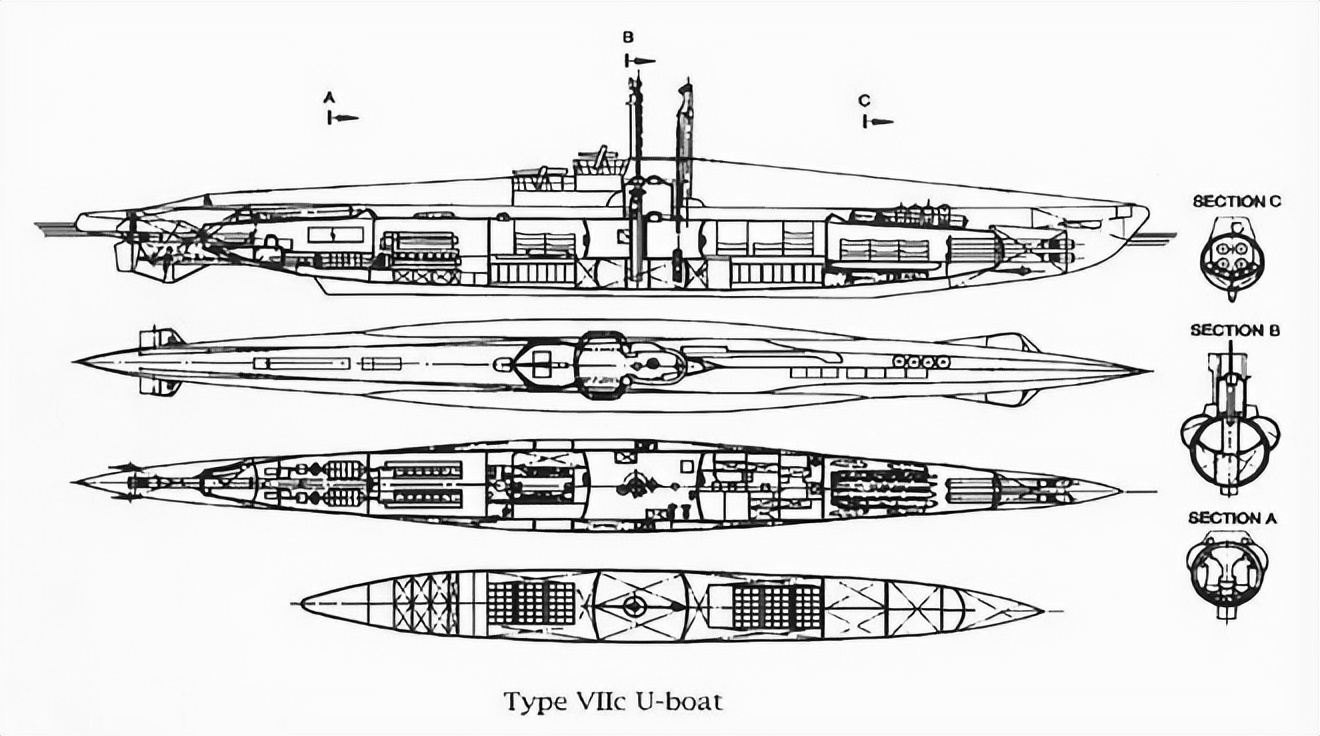
Sơ đồ các mặt cắt một tàu ngầm Type VIIC

Phân lớp VIIC của Tàu ngầm Type VII là một phiên bản VIIB được kéo dài thêm. Chúng có trọng lượng choán nước 769 t (757 tấn Anh) khi nổi và 871 t (857 tấn Anh) khi lặn). Con tàu có chiều dài chung 67,10 m (220 ft 2 in), lớp vỏ trong chịu áp lực dài 50,50 m (165 ft 8 in), mạn tàu rộng 6,20 m (20 ft 4 in), chiều cao 9,60 m (31 ft 6 in) và mớn nước 4,74 m (15 ft 7 in).
Chúng trang bị hai động cơ diesel Germaniawerft F46 siêu tăng áp 6-xy lanh 4 thì, tổng công suất 2.800–3.200 PS (2.100–2.400 kW; 2.800–3.200 bhp), dẫn động hai trục chân vịt đường kính 1,23 m (4,0 ft), cho phép đạt tốc độ tối đa 17,7 kn (32,8 km/h), và tầm hoạt động tối đa 8.500 nmi (15.700 km) khi đi tốc độ đường trường 10 kn (19 km/h). Khi đi ngầm dưới nước, chúng sử dụng hai động cơ/máy phát điện Garbe, Lahmeyer & Co. RP 137/c  tổng công suất 750 PS (550 kW; 740 shp). Tốc độ tối đa khi lặn là 7,6 kn (14,1 km/h), và tầm hoạt động 80 nmi (150 km) ở tốc độ 4 kn (7,4 km/h). Con tàu có khả năng lặn sâu đến 230 m (750 ft).
Vũ khí trang bị có năm ống phóng ngư lôi 53,3 cm (21 in), bao gồm bốn ống trước mũi và một ống phía đuôi, và mang theo tổng cộng 14 quả ngư lôi, hoặc tối đa 22 quả thủy lôi TMA, hoặc 33 quả TMB. Tàu ngầm Type VIIC bố trí một hải pháo 8,8 cm SK C/35 cùng một pháo phòng không 2 cm (0,79 in) trên boong tàu. Thủy thủ đoàn bao gồm 4 sĩ quan và 40-56 thủy thủ.

### Chế tạo
U-440 được đặt hàng vào ngày 5 tháng 1, 1940, và được đặt lườn tại xưởng tàu Schichau-Werke ở Danzig (nay là Gdańsk thuộc Ba Lan) vào ngày 1 tháng 10, 1940. Nó được hạ thủy vào ngày 8 tháng 11, 1941, và nhập biên chế cùng Hải quân Đức Quốc Xã vào ngày 24 tháng 1, 1942 dưới quyền chỉ huy của Hạm trưởng, Trung úy Hải quân Werner Schwaff.

## Lịch sử hoạt động

### 1942
Sau khi hoàn tất việc huấn luyện trong thành phần Chi hạm đội U-boat 5, U-440 được điều sang Chi hạm đội U-boat 1 từ ngày 1 tháng 9, 1942 để hoạt động trên tuyến đầu.

#### Chuyến tuần tra thứ nhất
U-440 khởi hành từ cảng Kiel, Đức vào ngày 1 tháng 9, 1942 cho chuyến tuần tra đầu tiên trong chiến tranh. Nó tiến ra Bắc Hải, rồi băng qua khe GI-UK giữa quần đảo Faroe và Iceland để vòng qua quần đảo Anh và hoạt động tại khu vực Trung tâm Bắc Đại Tây Dương. Nó đã không đánh chìm được mục tiêu nào, và kết thúc chuyến tuần tra khi đi đến cảng Brest bên bờ Đại Tây Dương của Pháp đã bị Đức chiếm đóng, đến nơi vào ngày 21 tháng 9.

#### Chuyến tuần tra thứ hai và thứ ba
Trong chuyến tuần tra tiếp theo, cùng bắt đầu và kết thúc từ căn cứ Brest, và kéo dài từ ngày 19 tháng 10 đến ngày 13 tháng 11, U-440 đã hoạt động trong Đại Tây Dương ở lối ra vào phía Tây của eo biển Gibraltar.
U-440 lại xuất phát từ Brest cho chuyến tuần tra thứ ba, diễn ra từ ngày 12 tháng 12, 1943, đến ngày 26 tháng 1, 1943. Chiếc tàu ngầm đã hoạt động giữa Đại Tây Dương về phía Tây Bắc quần đảo Azores.

### 1943

#### Chuyến tuần tra thứ tư
U-440 bắt đầu chuyến tuần tra thứ tư từ Brest vào ngày 27 tháng 2, và đã hoạt động tại khu vực Trung tâm Bắc Đại Tây Dương. Tuy nhiên khi kết thúc chuyến tuần tra vào ngày 11 tháng 4, chiếc U-boat chuyển căn cứ đến cảng St. Nazaire cùng bên bờ Đại Tây Dương của Pháp.

#### Chuyến tuần tra thứ năm – Bị mất
U-440 xuất phát từ cảng St. Nazaire vào ngày 26 tháng 5 cho chuyến tuần tra thứ năm, cũng là chuyến cuối cùng, để hoạt động tại vùng biển Bắc Đại Tây Dương về phía Tây vịnh Biscay. Ở vị trí về phía Tây Bắc mũi Ortegal, Tây Ban Nha vào ngày 31 tháng 5, nó bị một thủy phi cơ Short Sunderland thuộc Liên đội 201 Không quân Hoàng gia Anh thả mìn sâu đánh chìm tại tọa độ 45°38′B 13°04′T / 45,633°B 13,067°T. Toàn bộ 46 thành viên thủy thủ đoàn của U-440 đều đã tử trận.

### "Bầy sói" tham gia
U-440 từng tham gia bảy bầy sói:
- Pfeil (12 – 14 tháng 9, 1942)
- Streitaxt (29 tháng 10 – 2 tháng 11, 1942)
- Delphin (4 – 5 tháng 11, 1942)
- Spitz (22 – 31 tháng 12, 1942)
- Neuland (6 – 13 tháng 3, 1943)
- Dränger (14 – 20 tháng 3, 1943)
- Seewolf (21 – 29 tháng 3, 1943)